# Seven Sudamericano Femenino Juvenil
El Seven Sudamericano Femenino Juvenil es la competencia anual de Rugby 7 en la que participan entre cuatro y cinco selecciones femeninas en categoría para menores de 18 años, de las uniones afiliadas a Sudamérica Rugby (SAR).
En la edición 2018, fue clasificatorio a los Juegos Olímpicos de la Juventud de Buenos Aires 2018, en dicha edición la selección de Colombia se coronó como el primer campeón de la competición.

## Participantes
| - Argentina - Brasil - Chile - Colombia - Paraguay | - Argentina - Brasil - Chile - Paraguay |

## Campeonatos
| Edición | Año  | Sede                | Campeón  | 2º puesto | 3º puesto | 4º puesto | 5º puesto |
| ------- | ---- | ------------------- | -------- | --------- | --------- | --------- | --------- |
| I       | 2018 | Sao José dos Campos | Colombia | Brasil    | Argentina | Paraguay  | Chile     |
| II      | 2019 | Santiago            | Brasil   | Argentina | Paraguay  | Chile     |           |

## Posiciones
Número de veces que las selecciones ocuparon cada posición en todas las ediciones.
| Equipo    | Campeón | 2º puesto | 3º puesto | 4º puesto | 5º puesto |
| --------- | ------- | --------- | --------- | --------- | --------- |
| Brasil    | 1       | 1         |           |           |           |
| Colombia  | 1       |           |           |           |           |
| Argentina |         | 1         | 1         |           |           |
| Paraguay  |         |           | 1         | 1         |           |
| Chile     |         |           |           | 1         | 1         |